# 德川家治
德川家治（日语：／ Tokugawa Ieharu，1737年6月20日—1786年9月17日），日本江戶幕府第十代將軍，1760年至1786年在任。他是第九代將軍德川家重的長子，母親是側室於幸之方（至心院）是梅溪通條的女兒。乳名是竹千代。

## 生涯
元文二年五月二十二日（1737年6月20日）德川家治出生於武藏國江戶城，是第九代將軍德川家重的長子，母親是側室於幸之方。德川家治自幼就聰明伶俐，在祖父第八代將軍德川吉宗的寵愛當中長大。因此也有一說法是：德川家治的父親德川家重之所以能成為將軍，是因為祖父德川吉宗希望家治日後能做將軍，才把位子讓給家重。
寶曆四年（1754年）迎娶閑院宮直仁親王六女五十宮倫子女王為妻。倫子女王為德川家治生下二女，寶曆六年七月（1756年）長女千代姬出生，但在2歲不幸夭折。寶曆十一年八月（1761年）次女萬壽姬出生，但在13歲時也去世了。
寶曆十年五月十三日（1760年6月25日），父親德川家重讓出將軍之位後自稱大御所，寶曆十年七月初二日（1760年8月12日）德川家治受桃園天皇下詔敕封為第十代征夷大將軍，官位晉升至正二位內大臣兼右近衛大將，並得到源氏長者的稱號。翌年，父親德川家重去世。家治因為父親家重的遺言，開始重用側用人田沼意次。家治致力與老中松平武元們一起打理政治，不過在意次成為老中後，家治經常將政治的事情託付給意次而埋首於自己喜好的將棋等事物。意次實施印幡沼和手賀沼的排水開墾，並計劃開發蝦夷地和對俄羅斯貿易等。
安永8年（1779年），家治年僅十七歲的長子家基在狩獵後突然去世。家治除了家基以外，還有一子貞次郎，不過夭折，那時候的家治並沒有其他的子嗣。兩年後的安永10年（1781年）家治立一橋德川家的德川治濟的長男豐千代（後來的第十一代將軍德川家齊）為養嗣子。
天明六年八月二十五日（1786年9月17日），德川家治病逝於武藏國江戶城內，享年四十九歲，安葬於寬永寺，追贈正一位太政大臣，法號“浚明院”。在家治去世後，田沼意次立刻就失勢，且馬上被罷免老中的職位。兩年後，天明8年（1788年）死去，盛傳是被反田沼派（一橋派）的人給下毒殺死的。而反田沼派的陰謀便是為了讓田沼垮台，並且完全剷除田沼派。

## 官職位階履歷
- 寬保元年（1741年）元服，改名為家治。任從二位權大納言
- 寶曆10年（1760年）任右近衛大將兼任，正二位內大臣兼右近衛大將。征夷大將軍、源氏長者宣下。
- 安永9年（1780年）任右大臣
- 天明6年（1786年）逝世，贈正一位太政大臣。

## 家族
- 父親：德川家重
- 母親：於幸之方（至心院）
- 弟：德川重好
- 妻妾
  - 正室（御台所）：五十宮倫子女王（心觀院）
  - 側室：於知保之方（蓮光院）
  - 側室：於品之方（養蓮院）
- 子女
  - 長女：千代姬（母五十宮倫子女王）
  - 次女：萬壽姬（母五十宮倫子女王）
  - 長子：德川家基（母於知保之方）
  - 次子：德川貞次郎（母於品之方）
- 養子女
  - 養子：德川家齊
  - 養女：種姬（貞恭院）田安德川家家主德川宗武女，紀伊藩藩主德川治寶室

## 登場作品
影視劇
- 大奥（日语：大奥 (2023年のテレビドラマ)）（2023年、NHK、演：高田夏帆）
- 大奥（2024年、CX、演：龜梨和也）
- 豈有此理〜蔦重繁華如夢故事〜（2025年、NHK、演：真島秀和）

| 德川家治                           |                                                      |                                    |
| 官衔                               |                                                      |                                    |
| 空缺上一位持有相同頭銜者：德川家重 | 內大臣 （武家官位） 1760年8月12日－1780年8月31日     | 空缺下一位持有相同頭銜者：德川家齊 |
| 空缺上一位持有相同頭銜者：德川家重 | 右大臣 （武家官位） 1780年8月31日－1786年9月29日     | 空缺下一位持有相同頭銜者：德川家齊 |
| 军职                               |                                                      |                                    |
| 前任： 德川家重                    | 右近衛大將 （武家官位） 1760年3月20日－1786年9月17日 | 繼任： 德川家齊                    |
| 前任： 德川家重                    | 征夷大將軍 1760年6月25日－1786年9月17日              | 繼任： 德川家齊                    |
| 貴族爵位和頭銜                     |                                                      |                                    |
| 前任： 德川家重                    | 德川將軍家第10代當主 1760年－1786年                  | 繼任： 德川家齊                    |
| 前任： 德川家重                    | 源氏長者 1760年－1786年                              | 繼任： 德川家齊                    |